# فاطمه نیرومند
فاطمه نیرومند (زادهٔ ۱۳۴۱ در تهران) از دوبلورها و گویندگان و مدرسان فن بیان و گویندگی ایرانی است. وی از ۲۲ سالگی به‌طور حرفه‌ای کار دوبله را آغاز کرد. از نقش‌های معروف او دوبلهٔ «واکی بایاشی» در کارتون فوتبالیست‌ها بوده‌است. او در رادیو ایران گویندگی برنامه‌هایی همچون «کوچه رادیو»، «سلام ایران»، «راه شب» و «گذر هفتم» بر دوش داشته‌است.وی از ابتدای دهه‌‌ی هفتاد وارد رادیو شد و تاکنون تقریباً با همه‌‌ی رادیوهای داخلی مثل ایران، تهران، اقتصاد، صبا، نمایش و پیام همکاری داشته است. نیرومند در رادیو ایران گویندگی برنامه‌هایی مثل «کوچه رادیو»، «سلام ایران»، «راه شب» و «گذر هفتم» را در کارنامه‌‌ی خود دارد.
معرفی برخی از آثار:
صدای فاطمه نیرومند در فیلم‌های واقعیت خطرناک، مادر (مادر ناتنی)، جرج بوش، دریاچۀ خاموش، از چاندی‌چوک به چین، به خاطر خواهرم، یک خانواده و سریال‌‌های گمگشته (کوکب)، کارتون سرزمین آدم‌کوچولوها (گریس)، افسانه‌‌ی جومونگ (بانو یوم‌یول)، اوشین (خردسالی هیتُشی) و فصل دوم ۲۴ (لین کرسگی) ماندگار شده است.

## منایع
- صفحۀ فاطمه نیرومند در تارنمای انجمن گویندگان و سرپرستان گفتار فیلم
- فاطمه نیرومند:دوبله باید براساس تجربه و تکنیک باشد. روزنامهٔ آفتاب یزد > ۰۸/۰۲/۱۳۸۸ > صفحهٔ ۱۰ (فرهنگی)

1. ↑  «(گفت‌گو) گزارشی از پشت صحنه برنامه صبح‌گاهی سلام ایران». جام‌جم آن‌لاین.
2. ↑  «"کوچه رادیو"؛ کوچه عاشقی». سروش. بایگانی‌شده از اصلی در ۱۱ ژانویه ۲۰۱۳. دریافت‌شده در ۸ اوت ۲۰۱۳.
3. ↑  «همراه با گویندگانی که جومونگ را ایرانی کردند». جام‌جم آن‌لاین. بایگانی‌شده از اصلی در ۵ مارس ۲۰۱۶. دریافت‌شده در ۸ اوت ۲۰۱۳.